# Copris hybridus
Copris hybridus là một loài bọ cánh cứng trong họ Bọ hung (Scarabaeidae).